# José Amable Durán Tineo

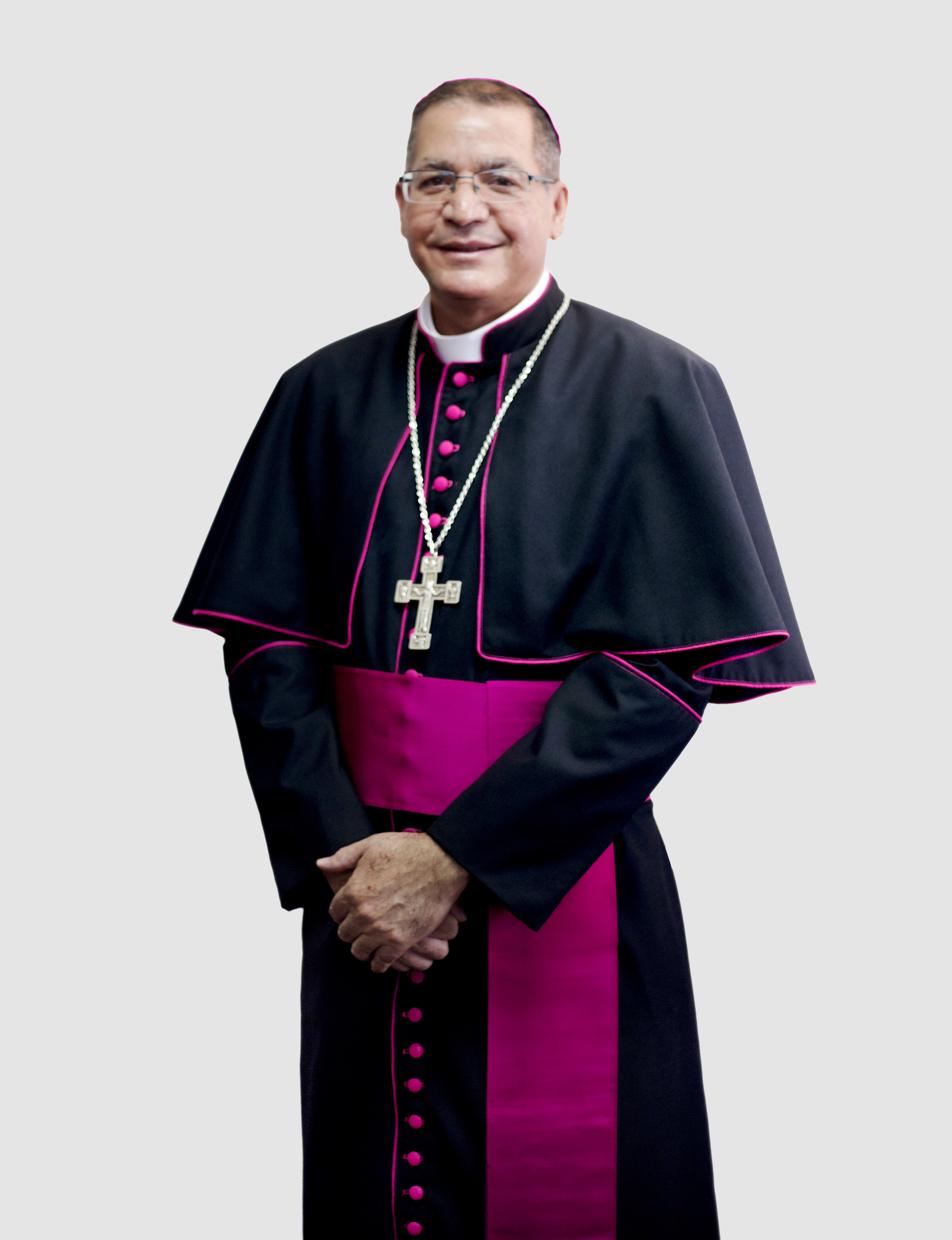
José Amable Durán Tineo, 2020

José Amable Durán Tineo (* 13. August 1971 in San José de las Matas, Provinz Santiago, Dominikanische Republik) ist ein dominikanischer römisch-katholischer Geistlicher und Weihbischof in Santo Domingo.

## Leben
José Amable Durán Tineo studierte am diözesanen Priesterseminar des Erzbistums Santiago de los Caballeros, für das er am 6. Januar 2000 das Sakrament der Priesterweihe empfing.
Nach weiteren Studien erwarb er an der Päpstlichen Katholischen Universität von Santo Domingo das Lizenziat in Philosophie, an der Päpstlichen Universität Salamanca das Lizenziat in Fundamentaltheologie und am pastoraltheologischen Institut für Lateinamerika (ITEPAL) in Bogotá das Lizenziat im Fach Jugendpastoral. Neben Aufgaben in der Pfarrseelsorge war er als Ehebandverteidiger am Kirchengericht und als Vizekanzler der Diözesankurie tätig. Am Nationalseminar Santo Tomás de Aquino in Santo Domingo war er Dekan der theologischen Fakultät und seit 2011 Regens des Seminars.
Papst Franziskus ernannte ihn am 20. Juni 2020 zum Titularbischof von Tacia Montana und zum Weihbischof in Santo Domingo. Der Erzbischof von Santo Domingo, Francisco Ozoria Acosta, spendete ihm am 12. September desselben Jahres die Bischofsweihe. Mitkonsekratoren waren der Erzbischof von Santiago de los Caballeros, Freddy Antonio de Jesús Bretón Martínez, und der Bischof von La Vega, Héctor Rafael Rodríguez Rodríguez MSC.